# Dorfwerfen
Pfarrwerfen ist ein Ort im Salzachtal im Land Salzburg wie auch als Dorfwerfen Hauptort, Ortschaft und Katastralgemeinde der Gemeinde Pfarrwerfen im Bezirk Sankt Johann (Pongau).

## Geographie
Der Ort befindet sich 12 Kilometer nördlich von St. Johann, 4½ Kilometer nördlich Bischofshofen.
Das Dorf Pfarrwerfen, das auch der Ortschaft Dorfwerfen entspricht, liegt auf 545 m ü. A. Höhe direkt am rechten Ufer der Salzach, flussaufwärts der Einmündung des Wenger Bachs, der von Werfenweng vom Tennengebirge kommt. Es hat etwa 170 Gebäude und aktuell 829 Einwohner (Stand 2024). Das Gewerbegebiet Pfarrwerfen an der Werfenwenger Straße (L229) nördlich des Wenger Bachs (ca. 15 Adressen Dorfwerfen) gehört schon zur Ortschaft Maier.
Die Katastralgemeinde Dorfwerfen mit etwa 2760 Hektar ist viel umfassender und erstreckt sich vom Ort nordostwärts, noch bis auf das Hochplateau des Tennengebirgs. Dazu gehören auch die Ortschaften Maier und Lehen oberhalb, sowie die Ortschaft Schlaming salzachabwärts, zu der dann auch das ganze Berggebiet gehört.
| ∗ Wimm (KG) Werfen Markt (KG) Imlau ∗∗ (O) (alle Gem. Werfen) | Scheffau (KG, Gem. Scheffau a.T., Bez. Hallein/ Tennengau) | Werfenweng (KG, Gem. Werfenweng) Maier (O) |
| Grießl (Gem. Werfen)                                          | Kompassrose, die auf Nachbargemeinden zeigt                | Laubichl (O)                               |
| Reitsam (O u. KG, Gem. Werfen)                                |                                                            | Grub (KG)                                  |

∗ Die KG Obergäu, Gem. Golling a.d.S., Bez. Hallein/Tennengau grenzt nur in einem Punkt an, in der Ofenrinne beim Hochtörl
∗∗ Die Ortschaft Imlau grenzt nur in einem Punkt in der Salzach an

## Geschichte, Infrastruktur und Sehenswürdigkeiten

### Römerort Vocario

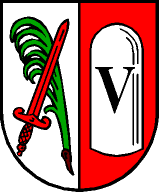
Meilenstein mit „V“ für Vocario im Wappen von Pfarrwerfen

Der Ort ist schon zur Römerzeit (nach 15 n. Chr.) belegt und hieß vermutlich Vocario (nach Tabula Peutingeriana, 12. Jh.) und war ein Mansio (Poststation) und wohl Brückenstandort der wichtigen Römerstraße von Aquilea nach Augusta Vindelicorum (Augsburg) über Iuvavum (Salzburg), der Römerstraße Virunum–Iuvavum.
Grabungen haben den Römerweg belegt, er lief an der rechten Salzachtalseite Richtung Fritztal, in etwa heutige Straße Römerstraße bis Pöham/Alpfahrt (die weitere Fortsetzung belegen etwa die römischen Meilensteine aus Hüttau). Wie auch die Straße heute weiterverläuft, musste er dann die Talseite Richtung Pass Lueg wechseln.

### Pfarrdorf Werfen

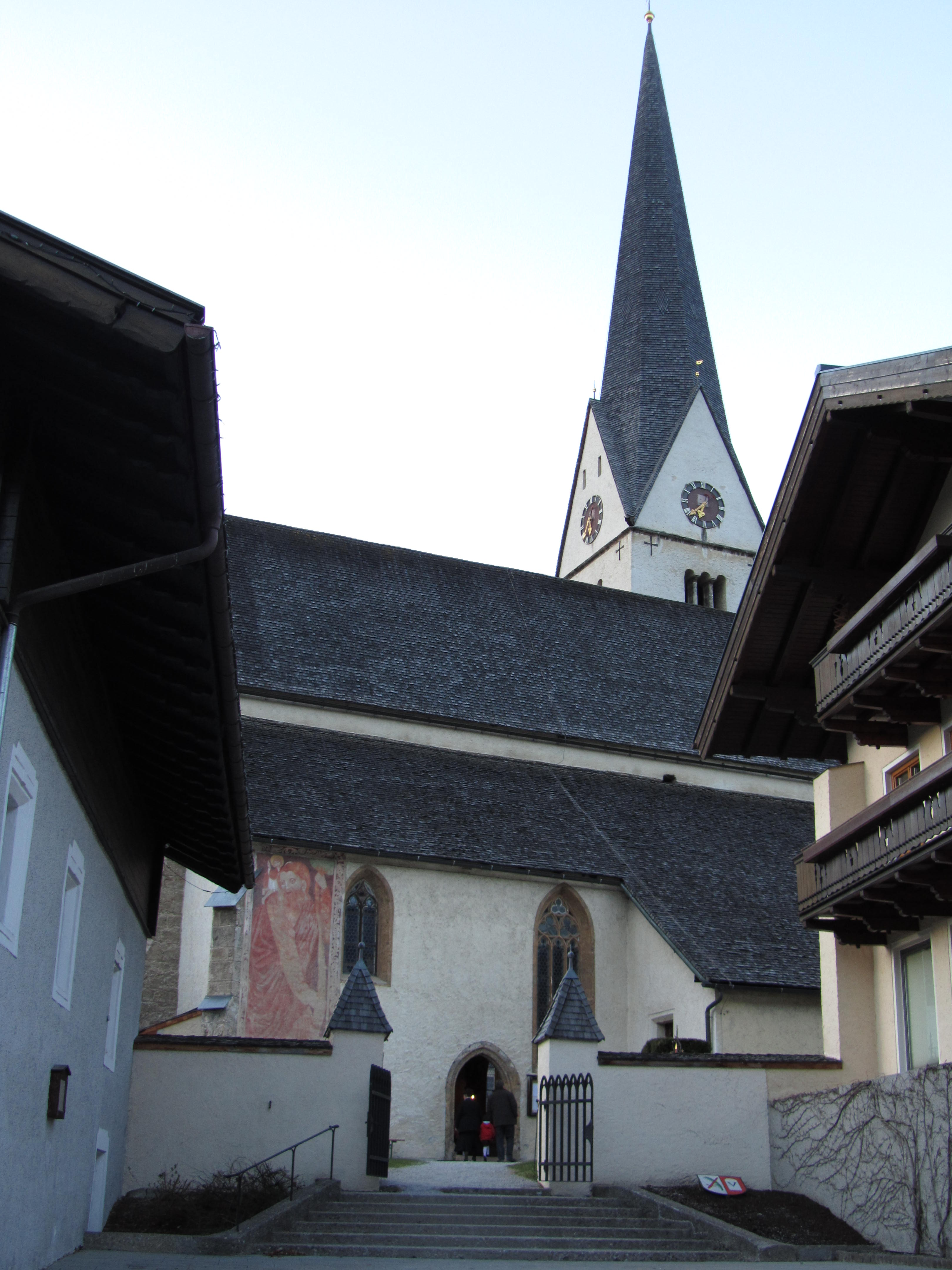
Die Pfarrkirche

Schon um 710 war vom irischen Missionar und Bischof Rupert von Salzburg beim heutigen Bischofshofen die Cella Maximiliana, das spätere Augustinerstift Pongau gegründet worden. Im Hochmittelalter entstand hier eine eigene Pfarre, 1074 sind Pfarre wie Kirche St. Cyriak urkundlich (sancti ciriaci in parrochia im Schenkungsbrief des Bischofs Gebhard an das von ihm gegründete Benediktinerstift Admont). Um 1075 wurde am anderen Salzachufer die Burg Werfen (Hohenwerfen) errichtet. Der Name Werfen (ältester urkundlicher Nachweis etwa um 1140 Perhtoldus prefectus de Werven) steht wohl zu mittelhochdeutsch werve ‚Wirbel, Strudel‘, und bezeichnet die Engstelle der Salzach.
1215 kam das Anwesen Pongau an die Bischöfe von Chiemsee, die als Eigenbistum von Salzburg gegründet wurden, und erhielt so im Laufe der Zeit den Namen Bischofshofen. Dadurch wurde Pfarrwerfen die Mutterpfarre des Pongau. Zu Füßen der Burg entstand ein Marktflecken (um 1200, urkundlich 1242), der heutige Markt Werfen. Auf der Burg (später im Ort) war auch das Pfleggericht Werfen angesiedelt, hier residierten Pfleger wie auch Urbarprobst, wodurch dieser Ort das weltliche Zentrum wurde, während das Pfarrdorf geistliches Zentrum blieb: Werfen wurde erst 1855 zur Pfarre erhoben, Bischofshofen entwickelte sich als Eisenbahnerstadt erst um 1900. Darum wurde das Pfarrgut Pfarrwerfen oder Dorf Werfen genannt wurde. Um 1350 wird es mit 15 Häusern erwähnt. Zu diesem Anwesen, dessen Siedlungsraum an der Salzach beschränkt war, gehörte auch noch die Meierei oberhalb (das heutige Maier), das Bauerndorf Werfen (das heutige Dorf), wie auch die Talung Weng (Wang, ‚offene Fläche‘, das heutige Werfenweng). Daraus entstanden – nach der Säkularisation des Erzbistums – mit Schaffung der Steuergemeinden in den 1830ern und der Bildung von Ortsgemeinden 1848/50 die drei Werfener Gemeinden mit ihren mehreren Dörfer „Werfen“.
Noch im 19. Jahrhundert war Dorfwerfen nur ein kleiner Flecken mit etwa 40 Häusern, ein Dutzend um die Pfarrei, die anderen nördlich und südlich an der Straße.
Das denkmalgeschützte Ensemble Pfarrhof und Pfarrkirche mit seinem wehrhaften mittelalterlichen Charakter sind bis heute als Siedlungskern des Dorfes erkennbar und das Ortsbild prägend. Sonst waren hier auch die Mühlen der umliegenden Gehöfte (Gemachmühlen) bedeutend, am Mühlbachl sind mehrere der alte Mühlhäuser erhalten, und bilden ein Freilichtmuseum (Sieben-Mühlen-Weg) und Naturdenkmal.

### Haltestelle Pfarrwerfen

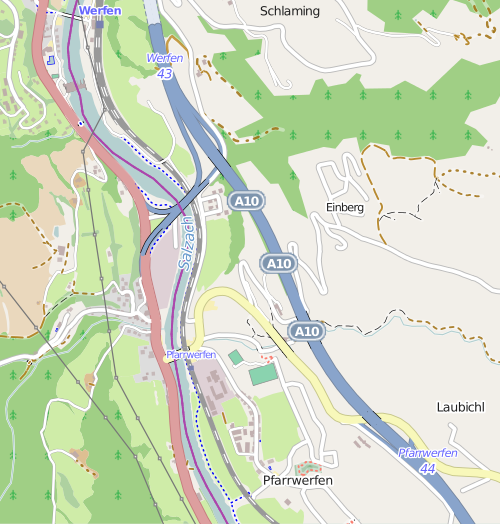
Anschlusslage Werfen/Pfarrwerfen (blau); Dorfwerfen untere Mitte, darüber Grießl

In den 1870ern entstand an der Salzach die Kaiserin-Elisabeth-Bahn (Salzburg-Tiroler-Bahn), auch Westbahn genannt. Heute hält hier die Linie S3 der S-Bahn Salzburg im Halbstundentakt, die in den Salzburger Verkehrsverbund (SVV) eingebunden ist.
Fahrzeit nach Bischofshofen Bhf. sind 4 Minuten, nach Schwarzach-St.Veit Bhf. etwa 20 Minuten, nach Salzburg Hbf. etwa 1 Stunde.
| Vorherige Station | Salzburg-Tiroler-Bahn | Nächste Station   |
| ----------------- | --------------------- | ----------------- |
| Werfen Bhf        | Pfarrwerfen Hst       | Bischofshofen Bhf |

### Anschlussstelle Pfarrwerfen
In den 1970ern wurde parallel zur Eisenbahn die Tauernautobahn erbaut. Die Verkehrslawine der Gastarbeiterroute wälzte sich im Sommer an der anderen Salzachseite entlang. 1977 konnte die Strecke durch den Pass Lueg bis Werfen eröffnet werden, erst am 30. Juni 1979 die Strecke von Pfarrwerfen durch das Fritztal bis Eben, wobei bis zum Knoten Pongau nur eine Fahrtspur frei war, die andere wurde am 25. Oktober des Jahres eröffnet.
Aus Platzgründen ist die Anschlussstelle Pfarrwerfen (Exit 45) nur ein Halbanschluss (von und nach Villach), die andere Autobahnrichtung ist bei Schlaming (Exit 44 Werfen) angebunden. Die Werfenwenger Straße (L229) stellt dabei den Zubringer von der Salzachtal Straße (B159) bei Grießl dar.
| Vorherige ASt. (Exit) | Tauern Autobahn                  | Nächste ASt. (Exit)         |
| Pass Lueg (34)        | Werfen / Pfarrwerfen (◀ 43/44 ▶) | Pongau / Bischofshofen (47) |